# Sandawe

Karte der Verbreitung des Volks und der Sprache der Sandawe (grau) in einer Karte von Tansania

Die Sandawe sind eine Volksgruppe (Ethnie) von ca. 40.000 Menschen in Zentral-Tansania (Kondoa District in der Dodoma Region). Sie betreiben heute Viehhaltung und Feldbau, waren jedoch ursprünglich Jäger und Sammler.
Die Sandawe sind Anhänger ihrer traditionellen Religion, des Christentums bzw. des Islam.

## Sprache
Ihre Sprache ist isoliert, wird aber aufgrund typologischer Gemeinsamkeiten oft den Khoisan-Sprachen zugerechnet, die sich vor allem durch das Vorhandensein von Schnalzlauten und Nominalklassen auszeichnen. Die meisten Sandawe benutzen das Swahili als Zweitsprache.

## Ursprung
Früher nahm man, wie bei den Hadza, eine engere Verwandtschaft zu den Khoisanvölkern im südlichen Afrika an. Nach neueren Untersuchungen sind Sandawe allerdings genetisch vor allem mit den omotischsprachigen (und damit afroasiatischen) Völkern Äthiopiens verwandt; zusammen mit den Hadza (welche vor allem mit Niger-Kongo-, omotischsprachigen und kuschitischen Völkern verwandt sind) haben sie allerdings einen genetischen Khoisan-Anteil von 7 bis 9 Prozent.